# Karina Goricheva
Karina Goricheva (n. 8 aprilie 1993, Taldî-Kurgan, Taldyqorğan oblysy⁠(d), Kazahstan) este o sportivă ce a reprezentat Kazahstan, medaliată olimpică. A participat la o ediție a Jocurilor Olimpice (2016) în care a câștigat o medalie de bronz.

## Participări
Lista de mai jos prezintă principalele competiții la care a participat Karina Goricheva de-a lungul carierei.
- Haltere la Jocurile Olimpice de vară din 2016